# Partido de General Las Heras
General Las Heras es uno de los 135 partidos de la provincia argentina de Buenos Aires. Su ciudad cabecera es General Las Heras, en la ruta provincial 40 (Ex 200) que está ubicada a 67 km de Buenos Aires.

## Toponimia
El Partido homenajea al general guerrero de la independencia Juan Gregorio Las Heras, a las órdenes del general José de San Martín, gobernador de la provincia de Buenos Aires.

## Historia
- 1864 1.ª autoridad por decreto, de "General Las Heras", el juez Ramón Dumont, dividiendo al Partido en seis Cuarteles con un alcalde por cuartel.
- 1872 el FF.CC. Línea Sarmiento une las Estaciones de Merlo y de Lobos, y Las Heras queda dentro del recorrido. Así, el remate de propiedades alrededor de la estación de FF.CC. logra el crecimiento de una población de importancia.
- 1873 Paulino Speratti y su esposa Casilda Villamayor donan solares para la iglesia, plaza, escuela, edificio municipal y juzgado de paz.
- 11 de septiembre de 1884, caducan los Alcaldes, separando lo judicial (jueces de Paz) de lo administrativo-político (intendentes Municipales)
- primer Intendente Juan Zamudio
- 1905, local para el despacho del Intendente. En solo dos oficinas estaban el intendente, el juez de paz, la policía y el Concejo Deliberante
- 1906 nuevo edificio municipal
- 1956 el edificio municipal queda obsoleto, se demuele para construir uno mayor
- 1958 se inaugura el actual edificio municipal

## Geografía
Se halla ubicado al oeste de la provincia de Buenos Aires, limitando con el partido de Luján al norte, con General Rodríguez al noreste, con Mercedes al noroeste, al este con Marcos Paz, al sur con Cañuelas y al oeste con Lobos y Navarro.

### Sismicidad
La región responde a la «subfalla del río Paraná», y a la «subfalla del río de la Plata», con sismicidad baja; y su última expresión se produjo el 5 de junio de 1888 (136 años), a las 3.20 UTC-3, con una magnitud aproximadamente de 5,0 en la escala de Richter (terremoto del Río de la Plata de 1888).
La Defensa Civil municipal debe advertir sobre escuchar y obedecer acerca de
Área de
- Tormentas severas periódicas
- Baja sismicidad, con silencio sísmico de 136 años

## Localidades del Partido
- General Las Heras 11.331 hab.
- Villars 1.147 hab.
- General Hornos 194 hab.
- Plomer 198 hab.
- La Choza 41 hab.
- Lozano
- Enrique Fynn

## Población
Según los resultados definitivos del censo de 2022 la población del partido alcanza los 18.022 habitantes.
- En el censo de 2001 tenía 12 735 hab.; y 11 007 hab. en el censo 1991, creció un 16,49 %. Densidad: 16,84 hab./km²
- Viviendas: 3743

En el censo del 2010:
- Población: 14 889
- Viviendas: 4641

## Economía
Según los datos recolectados durante los censos del 2010 y 2022 y estimaciones a fecha actual (7 de junio de 2023) el partido tiene un IDH de 0,890, siendo un índice considerado Muy Alto en la provincia de Buenos Aires. Su economía esta orientada principalmente en alimentos y productos agrarios. Su producto bruto geográfico se estima en $167.841, y su tasa de desempleo es de 4,4%.

## Intendentes desde 1983
| Periodo       | Intendente       | Partido                                         |
| ------------- | ---------------- | ----------------------------------------------- |
| 1983-1987     | Publio Trotti    | Frente Comunal Conservador de General Las Heras |
| 1987-1999     | Juan Carlos Caló | Partido Justicialista                           |
| 1999-2003     | Juan González    | Partido Justicialista                           |
| 2003-2015     | Juan Carlos Caló | Partido Justicialista                           |
| 2015-2019     | Javier Osuna     | Frente Renovador                                |
| 2019-presente | Javier Osuna     | Frente de Todos                                 |

## Medios de transporte
- FF.CC. Línea Sarmiento: de la empresa estatal Trenes Argentinos Operaciones, con servicio entre las estaciones de Lobos y Merlo, quedando General Las Heras en su recorrido. Pero de Las Heras a la ciudad de Merlo, para continuar a Buenos Aires debe transbordar en Merlo, llegando a la "Estación Once (Av. Pueyrredón y Bartolomé Mitre, Capital Federal); el recorrido "Las Heras - Once" es de 2 h 20 min. Su frecuencia, a Lobos o a Merlo es de 1 h en promedio, de lunes a sábado, y de 2 h los domingos y feriados.

- Vial: Sargento Cabral S.A., única línea de colectivos a General Las Heras, uniendo Navarro con la "Estación Primera Junta", en el barrio de Caballito en la Capital Federal, siendo Las Heras parte del recorrido. Su frecuencia es igual a la del FF.CC.

### Estaciones de Ferrocarril
- Hornos, FFCC Sarmiento
- Las Heras, FFCC Sarmiento
- Speratti, FFCC Sarmiento
- Villars, FFCC Belgrano
- Plomer, FFCC Belgrano (descontinuada)
- La Choza, FFCC Belgrano (descontinuada)
- Lozano, FFCC Belgrano
- Enrique Fynn, FFCC Belgrano (descontinuada)

No obstante las estaciones de Plomer y La Choza no se hallan operativas desde la década de 1990, y Enrique Fynn desde 1977, año en que fue levantado el ramal a Carhué.